# Sally Conway
Sally Conway (Bristol, 1 de febrero de 1987) es una deportista británica que compitió en judo.
Participó en los Juegos Olímpicos de Río de Janeiro 2016, obteniendo una medalla de bronce en la categoría de –70 kg. Ganó una medalla de bronce en el Campeonato Mundial de Judo de 2019 y una medalla de plata en el Campeonato Europeo de Judo de 2018.

## Palmarés internacional
| Juegos Olímpicos   | Juegos Olímpicos        | Juegos Olímpicos  | Juegos Olímpicos |
| Año                | Lugar                   | Medalla           | Categoría        |
| ------------------ | ----------------------- | ----------------- | ---------------- |
| 2016               | Río de Janeiro (Brasil) | Medalla de bronce | –70 kg           |
| Campeonato Mundial |                         |                   |                  |
| Año                | Lugar                   | Medalla           | Categoría        |
| 2019               | Tokio (Japón)           | Medalla de bronce | –70 kg           |
| Campeonato Europeo |                         |                   |                  |
| Año                | Lugar                   | Medalla           | Categoría        |
| 2018               | Tel Aviv (Israel)       | Medalla de plata  | –70 kg           |